# María Corda
María Corda (Mária Antónia Farkas, n. 4 mai 1898, Deva, Hunedoara, România – d. 15 februarie 1976, Thônex⁠(d), Geneva, Elveția) a fost o actriță maghiară și o vedetă a  filmului mut în Germania și Austria. 

## Biografie
A început cariera de actriță în teatrele din Budapesta în primele zile ale Primului Război Mondial și la scurt timp după destrămarea Austro-Ungariei, a început să lucreze și în industria cinematografică. Primul ei rol a fost în Se ki, se be în 1919, al regizorului maghiar Korda Sandor, care va fi cunoscut sub numele de Alexander Korda. S-a căsătorit cu Sandor, în acel moment acesta era regizorul principal în industria de film din Ungaria, în 1919. El a distribuit-o în trei filme în acel an Trandafirul alb (Fehér rózsa), Ave Caesar! și Numărul 111 ( A 111-es) pe care le-a regizat.
Tânărul cuplu a fost afectat de agitația din Ungaria care a urmat la destrămarea Imperiului Austro-Ungar. Pentru o scurtă perioadă, Ungaria a fost o democrație condusă prost, apoi o dictatură comunistă și, în sfârșit  –  cu sprijinul forțelor occidentale  –  Miklós Horthy a transformat Ungaria într-o regență autoritară. Maria și Alexander au continuat să realizez filme, indiferent de cine a fost la putere, Maria fiind cea mai cunoscută actriță din Ungaria și soțul ei cel mai important regizor.
Cu toate acestea, soțul ei a fost luat în octombrie 1919 (în perioada Terorii Albe) de poliția secretă a lui Horthy și a dispărut, Maria a reușit să ajungă la cumnatul ei, Zoltan Korda, cei doi au aflat unde a fost ținut Alexander, la un hotel din Budapesta care era notoriu pentru faptul că avea o cameră de tortură în subsolul său. Maria s-a dus la Misiunea Militară Britanică și la nepotul ei, scriitorul englez Michael Korda, pentru că soțul ei să fie eliberat, în caz contrar amenințând că va provoca un scandal internațional prin care va expune foarte probabil rolul guvernului britanic în a-l defini pe Horthy ca regent.
Soțul ei a fost eliberat și apoi au fugit din țară, cei doi s-au mutat la Viena, o alegere logică, deoarece germana era a doua limbă a Ungariei. Aici și-au schimbat numele, el în Alexander Korda și ea, din motive necunoscute, în „Maria Corda” - cu C. La Viena, el a început să regizeze filme până în 1920, iar cuplul a avut un copil, Peter Vincent Korda, singurul lor copil, născut în 1921. Maria Corda a devenit în curând o vedetă a filmului mut austriac, jucând în filme epice regizate de soțul ei, ca de exemplu Samson und Delila (1922), sau în Die Sklavenkönigin  regizat de Michael Curtiz (1924). Ea a jucat și într-un film epic italian similar, Gli ultimi giorni di Pompei (Ultimele zile ale Pompeiului, 1926), regizat de Carmine Gallone și Amleto Palermi după un roman omonim de Edward Bulwer-Lytton. 
În 1926, Corda și soțul ei s-au mutat la Berlin, unde au avut succes ca echipă, el ca regizor, iar Maria în roluri principale. În curând au atras suficientă faimă astfel încât Mariei i s-a oferit un contract cu First National, un studio de la Hollywood; de asemenea și soțul ei a semnat contractul, ca un fel de ofertă la pachet. Au mers cu vaporul în America în acel an și s-au stabilit în Beverly Hills. 
Din păcate, Corda nu a mai avut același succes la Hollywood. A apărut în primele producții ale lui Korda din SUA, în special The Private Life of Helen of Troy (1927), dar niciunul dintre filme nu a avut un prea mare succes. Din păcate, la fel ca multe alte vedete ale filmului mut din aceea perioadă, cariera ei la Hollywood s-a încheiat brusc în 1928 odată cu răspândirea filmelor cu sunet, mai ales că ea învățase puțină engleză și avea un accent pronunțat. Când contractele cu studioul s-au încheiat, Alexander s-a folosit de larghețea legilor privind divorț în California, punând astfel capăt unei căsătorii care a fost furtunoasă timp de mulți ani. El s-a întors în Europa și a ajuns repede să fie în centrul producătorilor britanici de film pentru următorii douăzeci și cinci de ani. 
Corda s-a mutat la New York, unde a scris o serie de romane. Ultimii ani ai vieții i-a petrecut în apropiere de Geneva, în Elveția. Când fostul ei soț a fost numit cavaler în 1942, Corda a insistat să fie numită „Lady Korda”, cu toate că Alexander s-a recăsătorit între timp, iar după moartea lui  ea a făcut mai multe încercări extrem de mediatizate pentru a se afirma ca văduvă și pentru a revendica o moștenire, dar a pierdut în instanțele britanice, deoarece fostul ei soț s-a căsătorit de trei ori. Korda i-a plătit o pensie substanțială până la moartea sa în 1956.

## Filmografie parțială
- Ave Caesar! (1919) - A cigányleány / țiganca
- Neither at Home or Abroad (Se ki, se be, 1919) - Antónia Farkas
- White Rose (Fehér rózsa, 1919) - Gül Bejazet
- Kutató Sámuel (1919)
- Number 111 (A 111-es, 1920) - Olga / Vera (ca Antónia Farkas)
- Totote di Gyp (1921)
- La vita e la commedia (1921)
- Il sogno d'una notte d'estate a Venezia (1921)
- Masters of the Sea (1922)
- Samson und Delila (1922) - Julia Sorel / Delila, Abimelech's wife
- A Vanished World (1922) - Anny Lind
- The Unknown Tomorrow (1923) - Stella Manners
- Everybody's Woman (1924) - Theres Huber
- Tragedy in the House of Habsburg (1924) - Maria Vetsera
- The Moon of Israel (Die Sklavenkönigin sau The Slave Queen, 1924) - Merapi, The Moon of Israel
- Holnap kezdödik az élet (1924) - Maria Korda
- L'uomo più allegro di Vienna (1925) - Katy
- Dancing Mad (1925) - Lucille Chauvelin
- The Last Days of Pompeii (Gli ultimi giorni di Pompeii, 1926) - Nydia
- Madame Wants No Children (1926) - Elyane Parizot
- A Modern Dubarry (1927) - Toinette
- The Guardsman (1927) - Schauspielerin
- The Private Life of Helen of Troy (1927) - Elena din Troia
- Batalla de damas (1928)
- Tesha (1928) - Tesha
- A Modern Casanova (1928)
- Love and the Devil (1929) - Giovanna
- Heilige oder Dirne (1929) - Lydia, Thereses Freundin
- Queen of Fashion (1929) - Marion Gutman
- Rund um die Liebe (1929) (imagini de arhivă)
- Die große Sehnsucht (1930) - rolul ei (ultimul rol de film)